# Composizione di funzioni
In matematica, la composizione di funzioni è l'applicazione di una funzione al risultato di un'altra funzione. Più precisamente, una funzione {\displaystyle f} tra due insiemi {\displaystyle X} e {\displaystyle Y} associa ogni elemento di {\displaystyle X} a uno di {\displaystyle Y}: in presenza di un'altra funzione {\displaystyle g} che associa ogni elemento di {\displaystyle Y} a un elemento di un altro insieme {\displaystyle Z}, si definisce la composizione di {\displaystyle f} e {\displaystyle g} come la funzione che associa ogni elemento di {\displaystyle X} a uno di {\displaystyle Z} usando prima {\displaystyle f} e poi {\displaystyle g}. Il simbolo Unicode dell'operatore è ∘ (U+2218).

## Definizione

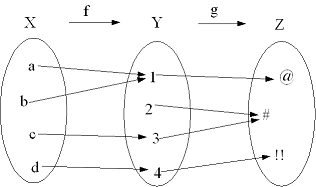
, la composizione di e

Formalmente, date due funzioni {\displaystyle f\colon X\to Y} e {\displaystyle g\colon Y\to Z} definiamo la funzione composta:
{\displaystyle g\circ f\colon X\rightarrow Z}
{\displaystyle (g\circ f)(x)=g(f(x))\ \forall x\in X}
applicando prima {\displaystyle f} ad {\displaystyle x} e quindi applicando {\displaystyle g} al risultato {\displaystyle f(x)}.
Ad esempio, supponiamo che l'altezza di un aereo al tempo {\displaystyle t} sia data da una funzione {\displaystyle h(t)} e che la concentrazione di ossigeno nell'atmosfera all'altezza {\displaystyle x} sia data da un'altra funzione {\displaystyle c(x)}. Allora {\displaystyle (c\circ h)(t)=c(h(t))} descrive la concentrazione di ossigeno nella posizione in cui sta l'aereo al tempo {\displaystyle t}.
Per ragioni storiche la composizione è scritta "da destra verso sinistra", in contrasto con la normale lettura "da sinistra a destra" delle lingue europee. Per questo motivo alcuni autori preferiscono usare una notazione invertita, e scrivere {\displaystyle xfg} invece di {\displaystyle g(f(x))}.
Per comporre due funzioni è strettamente necessario che il dominio di {\displaystyle g} coincida con il codominio di {\displaystyle f}. In alcuni ambiti, tuttavia, identificando impropriamente due funzioni che hanno la stessa legge di applicazione, ma diversi domini e codomini, si ritiene sufficiente che l'immagine di {\displaystyle f} e il dominio di {\displaystyle g} abbiano un'intersezione non vuota.

## Proprietà
La composizione di funzioni è sempre associativa. In altre parole, se {\displaystyle f}, {\displaystyle g} e {\displaystyle h} sono tre funzioni con domini e codomini opportuni, allora {\displaystyle f\circ (g\circ h)=(f\circ g)\circ h}. Per questo motivo si possono omettere le parentesi nella composizione di più funzioni.
La composizione di due funzioni iniettive è iniettiva, e di due funzioni suriettive è suriettiva. Quindi la composizione di due funzioni biettive è biettiva. Ma non vale il viceversa.
L'insieme delle funzioni biettive {\displaystyle f\colon X\to X}, con l'operazione di composizione, è un gruppo. La proprietà associativa è garantita per quanto detto sopra, l'elemento neutro è la funzione identità {\displaystyle (f(x)=x} per ogni {\displaystyle x}) e un inverso esiste sempre perché le funzioni sono biettive. Questo gruppo è detto anche gruppo delle permutazioni di {\displaystyle X}.
Se l'insieme {\displaystyle X} contiene più di due elementi, tale gruppo non è commutativo: generalmente due funzioni biettive non commutano.

## Derivata delle funzioni composte
La derivata della funzione composta è il prodotto tra la derivata della funzione "esterna" moltiplicata per la derivata della funzione "interna":
{\displaystyle D[f(g(x))]=f'(g(x))\cdot g'(x)}
dove le notazioni {\displaystyle D[f(x)]} e {\displaystyle f'(x)} indicano il medesimo significato di derivata.
La formula è valida anche per funzioni di più variabili reali e per funzioni vettoriali. Il teorema di derivazione delle funzioni composte afferma che se:
{\displaystyle \mathbf {x} (t)=(x_{1}(t),x_{2}(t),\dots ,x_{n}(t))\quad t\in \mathbb {R} }
è un vettore di {\displaystyle \mathbb {R} ^{n}} le cui componenti sono funzioni derivabili:
{\displaystyle \mathbf {x} '(t)=(x'_{1}(t),x'_{2}(t),\dots ,x'_{n}(t))}
e se {\displaystyle f} è una funzione differenziabile in {\displaystyle \mathbf {x} (t)}, allora la funzione composta:
{\displaystyle F(t)=f(\mathbf {x} (t))}
è differenziabile nella variabile {\displaystyle t} e si ha:
{\displaystyle F'(t)=\sum _{i=1}^{n}{\frac {\partial f(\mathbf {x} (t))}{\partial x_{i}}}x'_{i}(t)=(\nabla F(\mathbf {x} ),\mathbf {x} '(t))}
dove {\displaystyle \nabla } è il gradiente di {\displaystyle f} e {\displaystyle (,)} è il prodotto scalare euclideo standard.
Infine, se {\displaystyle \mathbf {f} } e {\displaystyle \mathbf {g} } sono due funzioni vettoriali differenziabili componibili, allora:
{\displaystyle J[(\mathbf {f} \circ \mathbf {g} )(x)]=J[\mathbf {f} (\mathbf {g} (x))]\cdot J[\mathbf {g} (x)]}
dove {\displaystyle \cdot } è la moltiplicazione di matrici e {\displaystyle J[\mathbf {f} (x)]} è la matrice jacobiana di {\displaystyle \mathbf {f} }.

## Composizioni iterate
Una funzione {\displaystyle f\colon X\to X} (non necessariamente biettiva) può essere composta con sé stessa {\displaystyle n} volte, ed il risultato, detto iterata {\displaystyle n}-esima di {\displaystyle f}, può essere scritto {\displaystyle f^{n}} quando non genera ambiguità. Ad esempio con {\displaystyle \sin ^{2}(x)} si denota comunemente il quadrato del seno di {\displaystyle x}, cioè {\displaystyle \sin(x)^{2}=\sin(x)\cdot \sin(x)}, anziché il valore in {\displaystyle x} della composizione del seno con se stesso, cioè {\displaystyle (\sin \circ \sin )(x)=\sin(\sin(x))}.
Lo studio delle composizioni iterate di una funzione è argomento comune nell'ambito dei sistemi dinamici discreti e in particolare nella definizione dei frattali, che si possono trovare iterando infinite volte una funzione.